# 1663 w literaturze
Wydarzenia literackie w 1663 roku.

## Nowe książki
- polskie
  - Józef Bartłomiej Zimorowic, Sielanki nowe ruskie
- zagraniczne